# Olympische Sommerspiele 1936/Fechten – Florett Mannschaft (Männer)
Der Mannschaftswettkampf im Florettfechten der Männer bei den Olympischen Spielen 1936 in Berlin fand vom 2. bis 4. August im Kuppelsaal und vor dem Haus des Deutschen Sports im Deutschen Sportforum statt.
Jede Nation konnte bis zu sechs Athleten für ihre Mannschaft nominieren. Sofern in der ersten Runde und im Viertelfinale nach zwei Kämpfen bereits eine Nation zwei Mal verloren hatte, wurde der letzte Kampf nicht ausgetragen, da die Nationen dieser Begegnung ohnehin für die nächste Runde qualifiziert waren.
Olympiasieger wurde Italien, vor Frankreich und der deutschen Mannschaft.

## Mannschaften
| Ägypten                                                                             | Argentinien                                                                                        | Belgien | Brasilien                                                                                            | Dänemark                                                                                  | Deutsches Reich                                                                         |
| ----------------------------------------------------------------------------------- | -------------------------------------------------------------------------------------------------- | --- | --- | ----------------------------------------------------------------------------------------- | --------------------------------------------------------------------------------------- |
| Mahmoud Ahmed Abdin Mauris Shamil Hassan Hosni Tawfik Anwar Tawfik                  | Roberto Larraz Héctor Lucchetti Ángel Gorordo Luis Lucchetti Rodolfo Valenzuela Manuel Torrente    | Georges de Bourguignon André van de Werve de Vorsselaer Henri Paternóster Raymond Bru Jean Heeremans Paul Valcke | Moacyr Dunham Ennio de Oliveira Ricardo Vagnotti Lodovico Alessandri                                 | Erik Hammer Sørensen Kim Bærentzen Aage Leidersdorff Caspar Schrøder Svend Jacobsen       | Siegfried Lerdon August Heim Julius Eisenecker Erwin Casmir Stefan Rosenbauer Otto Adam |
| Frankreich                                                                          | Griechenland                                                                                       | Großbritannien                                                                                                   | Königreich Italien                                                                                   | Jugoslawien                                                                               | Kanada                                                                                  |
| André Gardère Édward Gardère René Lemoine René Bondoux Jacques Coutrot René Bougnol | Konstantinos Botasis Spyridon Ferentinos Konstantinos Bembis Nikolaos Manolesos Menelaos Psarrakis | Denis Pearce David Bartlett Emrys Lloyd Geoffrey Hett Christopher Hammersley Roger Tredgold                      | Manlio Di Rosa Giulio Gaudini Gioacchino Guaragna Gustavo Marzi Giorgio Bocchino Ciro Verratti       | Branko Tretinjak Edo Marion Mirko Koršič Marjan Pengov Aleksandar Nikolić Vlado Mažuranić | Bertrand Boissonnault Don Collinge George Tully Charles Otis Ernest Dalton              |
| Norwegen                                                                            | Österreich                                                                                         | Schweiz | Tschechoslowakei                                                                                     | Ungarn                                                                                    | Vereinigte Staaten                                                                      |
| Nils Jørgensen Jens Frølich Johan Falkenberg Thorstein Guthe                        | Hans Lion Roman Fischer Hans Schönbaumsfeld Ernst Baylon Josef Losert Karl Sudrich                 | Michel Fauconnet Édouard Fitting Jean Rubli Gottfried von Meiss Constantin Antoniades                            | Hervarth Frass von Friedenfeldt František Vohryzek Jiří Jesenský Bohuslav Kirchmann Josef Hildebrand | József Hátszeghy Lajos Maszlay Aladár Gerevich Béla Bay Ottó Hátszeghy Antal Zirczy       | Joseph Levis Hugh Alessandroni John Potter John Hurd Warren Dow Bill Pecora             |

## Ergebnisse

### Runde 1

#### Pool 1
| Rang | Nation       | Punkte | Siege | Niederlagen | Kämpfe gewonnen | Kämpfe verloren |
| ---- | ------------ | ------ | ----- | ----------- | --------------- | --------------- |
| 1    | Belgien      | 2      | 1     | 0           | 9               | 2               |
| 2    | Schweiz      | 2      | 1     | 0           | 8               | 8               |
| 3    | Griechenland | 0      | 0     | 2           | 10              | 17              |

| Begegnung | Begegnung    | Ergebnis          |
| --------- | ------------ | ----------------- |
| Schweiz   | Griechenland | 8:8 (68:64)       |
| Belgien   | Griechenland | 9:2               |
| Belgien   | Schweiz      | nicht ausgetragen |

#### Pool 2
| Rang | Nation      | Punkte | Siege | Niederlagen | Kämpfe gewonnen | Kämpfe verloren |
| ---- | ----------- | ------ | ----- | ----------- | --------------- | --------------- |
| 1    | Frankreich  | 2      | 1     | 0           | 16              | 0               |
| 2    | Jugoslawien | 2      | 1     | 0           | 9               | 7               |
| 3    | Brasilien   | 0      | 0     | 2           | 7               | 25              |

| Begegnung   | Begegnung   | Ergebnis          |
| ----------- | ----------- | ----------------- |
| Frankreich  | Brasilien   | 16:0              |
| Jugoslawien | Brasilien   | 9:7               |
| Frankreich  | Jugoslawien | nicht ausgetragen |

#### Pool 3
| Rang | Nation           | Punkte | Siege | Niederlagen | Kämpfe gewonnen | Kämpfe verloren |
| ---- | ---------------- | ------ | ----- | ----------- | --------------- | --------------- |
| 1    | Argentinien      | 2      | 1     | 0           | 14              | 2               |
| 2    | Tschechoslowakei | 2      | 1     | 0           | 13              | 3               |
| 3    | Dänemark         | 0      | 0     | 2           | 5               | 27              |

| Begegnung        | Begegnung        | Ergebnis          |
| ---------------- | ---------------- | ----------------- |
| Argentinien      | Dänemark         | 14:2              |
| Tschechoslowakei | Dänemark         | 13:3              |
| Argentinien      | Tschechoslowakei | nicht ausgetragen |

#### Pool 4
| Rang | Nation          | Punkte | Siege | Niederlagen | Kämpfe gewonnen | Kämpfe verloren |
| ---- | --------------- | ------ | ----- | ----------- | --------------- | --------------- |
| 1    | Deutsches Reich | 2      | 1     | 0           | 15              | 1               |
| 2    | Großbritannien  | 2      | 1     | 0           | 14              | 2               |
| 3    | Kanada          | 0      | 0     | 2           | 3               | 29              |

| Begegnung       | Begegnung      | Ergebnis          |
| --------------- | -------------- | ----------------- |
| Deutsches Reich | Kanada         | 15:1              |
| Großbritannien  | Kanada         | 14:2              |
| Deutsches Reich | Großbritannien | nicht ausgetragen |

#### Pool 5
| Rang | Nation             | Punkte | Siege | Niederlagen | Kämpfe gewonnen | Kämpfe verloren |
| ---- | ------------------ | ------ | ----- | ----------- | --------------- | --------------- |
| 1    | Königreich Italien | 2      | 1     | 0           | 13              | 1               |
| 2    | Österreich         | 2      | 1     | 0           | 11              | 5               |
| 3    | Ägypten            | 0      | 0     | 2           | 6               | 24              |

| Begegnung          | Begegnung  | Ergebnis          |
| ------------------ | ---------- | ----------------- |
| Königreich Italien | Ägypten    | 13:1              |
| Österreich         | Ägypten    | 11:5              |
| Königreich Italien | Österreich | nicht ausgetragen |

#### Pool 6
| Rang | Nation             | Punkte | Siege | Niederlagen | Kämpfe gewonnen | Kämpfe verloren |
| ---- | ------------------ | ------ | ----- | ----------- | --------------- | --------------- |
| 1    | Vereinigte Staaten | 2      | 1     | 0           | 12              | 4               |
| 2    | Ungarn             | 2      | 1     | 0           | 10              | 6               |
| 3    | Norwegen           | 0      | 0     | 2           | 10              | 22              |

| Begegnung          | Begegnung          | Ergebnis          |
| ------------------ | ------------------ | ----------------- |
| Vereinigte Staaten | Norwegen           | 12:4              |
| Ungarn             | Norwegen           | 10:6              |
| Ungarn             | Vereinigte Staaten | nicht ausgetragen |

### Viertelfinale

#### Pool 1
| Rang | Nation          | Punkte | Siege | Niederlagen | Kämpfe gewonnen | Kämpfe verloren |
| ---- | --------------- | ------ | ----- | ----------- | --------------- | --------------- |
| 1    | Deutsches Reich | 2      | 1     | 0           | 9               | 2               |
| 2    | Argentinien     | 2      | 1     | 0           | 8               | 8               |
| 3    | Großbritannien  | 0      | 0     | 2           | 10              | 17              |

| Begegnung       | Begegnung       | Ergebnis          |
| --------------- | --------------- | ----------------- |
| Deutsches Reich | Großbritannien  | 9:2               |
| Argentinien     | Großbritannien  | 8:8 (62:57)       |
| Argentinien     | Deutsches Reich | nicht ausgetragen |

#### Pool 2
| Rang | Nation             | Punkte | Siege | Niederlagen | Kämpfe gewonnen | Kämpfe verloren |
| ---- | ------------------ | ------ | ----- | ----------- | --------------- | --------------- |
| 1    | Königreich Italien | 2      | 1     | 0           | 15              | 1               |
| 2    | Vereinigte Staaten | 2      | 1     | 0           | 13              | 3               |
| 3    | Schweiz            | 0      | 0     | 2           | 4               | 28              |

| Begegnung          | Begegnung          | Ergebnis          |
| ------------------ | ------------------ | ----------------- |
| Königreich Italien | Schweiz            | 15:1              |
| Vereinigte Staaten | Schweiz            | 13:3              |
| Königreich Italien | Vereinigte Staaten | nicht ausgetragen |

#### Pool 3
| Rang | Nation      | Punkte | Siege | Niederlagen | Kämpfe gewonnen | Kämpfe verloren |
| ---- | ----------- | ------ | ----- | ----------- | --------------- | --------------- |
| 1    | Frankreich  | 2      | 1     | 0           | 9               | 1               |
| 2    | Ungarn      | 2      | 1     | 0           | 14              | 2               |
| 3    | Jugoslawien | 0      | 0     | 2           | 3               | 23              |

| Begegnung  | Begegnung   | Ergebnis          |
| ---------- | ----------- | ----------------- |
| Frankreich | Jugoslawien | 9:1               |
| Ungarn     | Jugoslawien | 14:2              |
| Frankreich | Ungarn      | nicht ausgetragen |

#### Pool 4
| Rang | Nation           | Punkte | Siege | Niederlagen | Kämpfe gewonnen | Kämpfe verloren |
| ---- | ---------------- | ------ | ----- | ----------- | --------------- | --------------- |
| 1    | Österreich       | 2      | 1     | 0           | 12              | 4               |
| 2    | Belgien          | 2      | 1     | 0           | 11              | 5               |
| 3    | Tschechoslowakei | 0      | 0     | 2           | 9               | 23              |

| Begegnung  | Begegnung        | Ergebnis          |
| ---------- | ---------------- | ----------------- |
| Österreich | Tschechoslowakei | 12:4              |
| Belgien    | Tschechoslowakei | 11:5              |
| Österreich | Belgien          | nicht ausgetragen |

### Halbfinale

#### Pool 1
| Rang | Nation             | Punkte | Siege | Niederlagen | Kämpfe gewonnen | Kämpfe verloren |
| ---- | ------------------ | ------ | ----- | ----------- | --------------- | --------------- |
| 1    | Königreich Italien | 6      | 3     | 0           | 25              | 10              |
| 2    | Österreich         | 2      | 1     | 2           | 24              | 24              |
| 3    | Ungarn             | 2      | 1     | 2           | 18              | 30              |
| 4    | Vereinigte Staaten | 2      | 1     | 2           | 16              | 32              |

| Begegnung          | Begegnung          | Ergebnis    |
| ------------------ | ------------------ | ----------- |
| Königreich Italien | Vereinigte Staaten | 13:3        |
| Österreich         | Ungarn             | 8:8 (53:63) |
| Vereinigte Staaten | Ungarn             | 9:7         |
| Königreich Italien | Österreich         | 12:4        |
| Österreich         | Vereinigte Staaten | 12:4        |
| Königreich Italien | Ungarn             | 13:8        |

#### Pool 2
| Rang | Nation          | Punkte | Siege | Niederlagen | Kämpfe gewonnen | Kämpfe verloren |
| ---- | --------------- | ------ | ----- | ----------- | --------------- | --------------- |
| 1    | Frankreich      | 6      | 3     | 0           | 29              | 19              |
| 2    | Deutsches Reich | 4      | 2     | 1           | 28              | 20              |
| 3    | Belgien         | 2      | 1     | 2           | 25              | 23              |
| 4    | Argentinien     | 0      | 0     | 3           | 14              | 34              |

| Begegnung       | Begegnung       | Ergebnis    |
| --------------- | --------------- | ----------- |
| Deutsches Reich | Argentinien     | 11:5        |
| Frankreich      | Belgien         | 8:8 (63:59) |
| Frankreich      | Argentinien     | 12:4        |
| Deutsches Reich | Belgien         | 10:6        |
| Belgien         | Argentinien     | 11:5        |
| Frankreich      | Deutsches Reich | 9:7         |

### Finale
| Rang | Nation             | Punkte | Siege | Niederlagen | Kämpfe gewonnen | Kämpfe verloren |
| ---- | ------------------ | ------ | ----- | ----------- | --------------- | --------------- |
| 1    | Königreich Italien | 6      | 3     | 0           | 38              | 8               |
| 2    | Frankreich         | 4      | 2     | 1           | 27              | 18              |
| 3    | Deutsches Reich    | 2      | 1     | 2           | 13              | 33              |
| 4    | Österreich         | 0      | 0     | 3           | 14              | 33              |

| Begegnung          | Begegnung       | Ergebnis |
| ------------------ | --------------- | -------- |
| Königreich Italien | Österreich      | 13:4     |
| Frankreich         | Deutsches Reich | 12:4     |
| Frankreich         | Österreich      | 11:5     |
| Königreich Italien | Deutsches Reich | 16:0     |
| Deutsches Reich    | Österreich      | 9:5      |
| Königreich Italien | Frankreich      | 9:4      |